# Castleton, Vermont
Castleton är en kommun (town) i Rutland County i delstaten Vermont i USA. Vid folkräkningen år 2000 bodde 4 367 personer på orten. Den har enligt United States Census Bureau en area på totalt 109,7 km² varav 8, km² är vatten.  